# Charles McCoy (Boxer)
Charles „Kid“ McCoy (geboren als Norman Selby; * 13. Oktober 1872 in Moscow, Rush County, Indiana; † 18. April 1940 in Detroit, Michigan) war ein US-amerikanischer Boxer und Weltmeister im Mittel- sowie im Halbschwergewicht. Er war bekannt für seinen „Korkenzieher“-Schlag mit gedrehter Faust und nannte sich deshalb „The Corkscrew Kid“. Möglicherweise ist die amerikanische Redewendung „The Real McCoy“ (etwa: der wahre Jakob) auf ihn zurückzuführen, da er oft seine Gegner mit Psychotricks verunsicherte.

## Leben
1891 bestritt er seinen ersten Profi-Kampf gegen  Peter Jenkins am 2. Juni in St. Paul, Minnesota, den er nach 4 Runden gewann. Am 26. Dezember 1896 gewann er gegen  Bill Doherty, den Titel des Mittelgewichts-Champions von Südafrika in Johannesburg, durch KO in der 9. Runde. Ein Jahr später, am 17. Dezember 1897, holte er sich gegen Dan Creedon, den Titel des Weltmeisters im Mittelgewicht in Long Island (New York) durch TKO in der 16.
Ein Kampf mit Jim Corbett 1898 fand nicht statt, weil dessen Eltern gerade gestorben waren. Am 30. August 1900 kämpften sie dann doch noch, in New York, McCoy verlor die Begegnung in der 5. Runde. Am 22. April 1903 kämpfte er mit Jack Root in Detroit um den vakanten Titel des Halbschwergewichtsweltmeisters, verlor allerdings nach 10 Runden.
Zwischen 1916 und 1924 trat der ehemalige Boxer in über 15 Stummfilmen auf, darunter auch als Preiskämpfer in David Wark Griffiths Filmdrama Gebrochene Blüten von 1919.
McCoy führte ein exzessives Leben und war insgesamt zehnmal verheiratet. 1924 erschoss er seine damalige Lebensgefährtin Theresa Mors und verwundete drei weitere Menschen. Dafür wurde er verurteilt und 1925 in San Quentin inhaftiert. 1932 wurde er nach einem Straferlass von sechs Jahren vorzeitig aus der Haft entlassen. Im Jahr 1940 schied er durch Suizid mit Schlafmittelüberdosis aus dem Leben.